# Jean-François Ducis
Jean-François Ducis (Versalhes, 23 de agosto de 1733 – Versalhes, 31 de março de 1816) foi um poeta e dramaturgo francês, membro da Academia Francesa de Letras. Ducis não falava inglês mas, adaptando traduções em prosa das peças de Shakespeare que eram feitas para ele, preparou versões adaptadas às praxes costumeiras no teatro clássico francês—observação das unidades de tempo, lugar e ação e da regra de observação da bienséance -- mutilando as peças e modificando o seu final. Ainda assim, o teatro de Shakespeare foi vivamente atacado pelos conservadores—e entre eles estava Voltaire, que considerou o autor inglês "um selvagem". Durante muito tempo, as tragédias shakespeareanas eram conhecidas sob essa forma alterada (o libreto da primeira versão do "Hamlet" de Ambroise Thomas ainda se baseou na versão de J.-F. Ducis). O público francês só entrou em contato com o texto original de Shakespeare em 1822—e nessa época as suas peças ainda foram rejeitadas. Essa situação só mudaria com a excursão a Paris, no verão de 1827, da companhia de Charles Kemble (nela apresentou-se, nos papéis de Ofélia e de Julieta, a atriz irlandesa Harriet Smithson, que viria a ser a primeira mulher de Hector Berlioz).

## Obras

### Versões de Shakespeare
- 1760  Hamlet
- 1772  Roméo et Juliette
- 1783  Le roi Lear
- 1784  Macbeth
- 1791  Jean sans Terre
- 1792  Othello

### Obras originais
- 1771  Le banquet de l'amitié
- 1778  Œdipe chez Admèle
- 1795  Abufard ou la Famille arabe
- 1797  Œdipe à Colonne
- 1801  Phédor et Waldamir
- 1809  Mélanges
- 1813  Épîtres et poésies diverses
- 1826  Œuvres posthumes publiées par Campenon